# Molophilus (Molophilus) iluka
Molophilus (Molophilus) iluka is een tweevleugelige uit de familie steltmuggen (Limoniidae). De soort komt voor in het Australaziatisch gebied.